# Casa Lluís Salvans i Armengol
La Casa Lluís Salvans i Armengol, o simplement Casa Lluís Salvans, és un edifici del centre de Terrassa, situat al carrer de Sant Antoni, inclòs a l'Inventari del Patrimoni Arquitectònic de Catalunya.

## Descripció

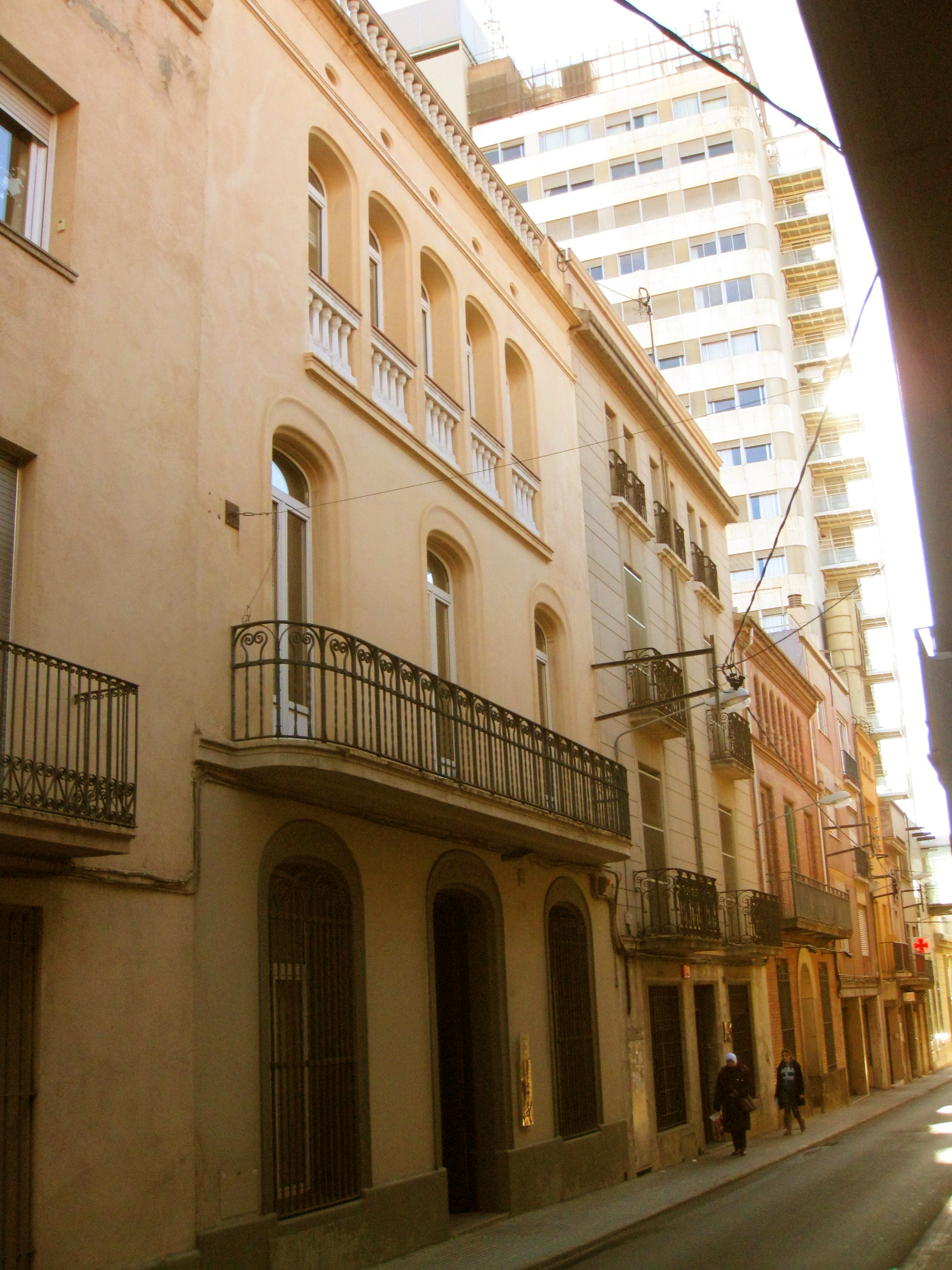
Vista del carrer de Sant Antoni amb la Casa Lluís Salvans en primer terme, al costat dret la casa Joan Salvans i, al fons, l'edifici nou de la Mútua de Terrassa

Aquest antic habitatge unifamiliar entre mitgeres està format per planta baixa i dos pisos. La façana, de composició simètrica, mostra tres obertures motllurades a la planta baixa i al primer pis, d'arc carpanell, i un conjunt de cinc finestres balconeres al pis superior, amb balustrada, que simulen una galeria. Al pis principal hi ha una balconada amb barana de ferro. El coronament és amb barana de balustres.

## Història
La casa va ser bastida l'any 1904 per l'arquitecte Antoni Pascual i Carretero a instàncies de Lluís Salvans i Armengol. Posteriorment, l'any 1915, el seu fill, Joan Salvans i Pascual, hi va realitzar una reforma, a càrrec de l'arquitecte Lluís Muncunill i Parellada. Per aquest motiu de vegades se l'anomena també Casa Joan Salvans, amb què es pot arribar a confondre amb la casa veïna del número 30, la Casa Joan Salvans i Armengol, obra també de Muncunill de 1915 i propietat del germà gran d'en Lluís. Més endavant l'edifici fou adquirit per la Mútua de Terrassa,que hi té la seu de la Fundació Vallparadís.